# Prefettura di Agou
La prefettura di Agou è una prefettura del Togo situato nella regione degli Altopiani con 84.890 abitanti al censimento 2010. Il capoluogo è la città di Agou Gadzepé.